# Fo Guang Shan

Das Fo Guang Shan Emblem und der Name wird von allen dem FGS angeschlossenen Tempeln und Organisationen genutzt.

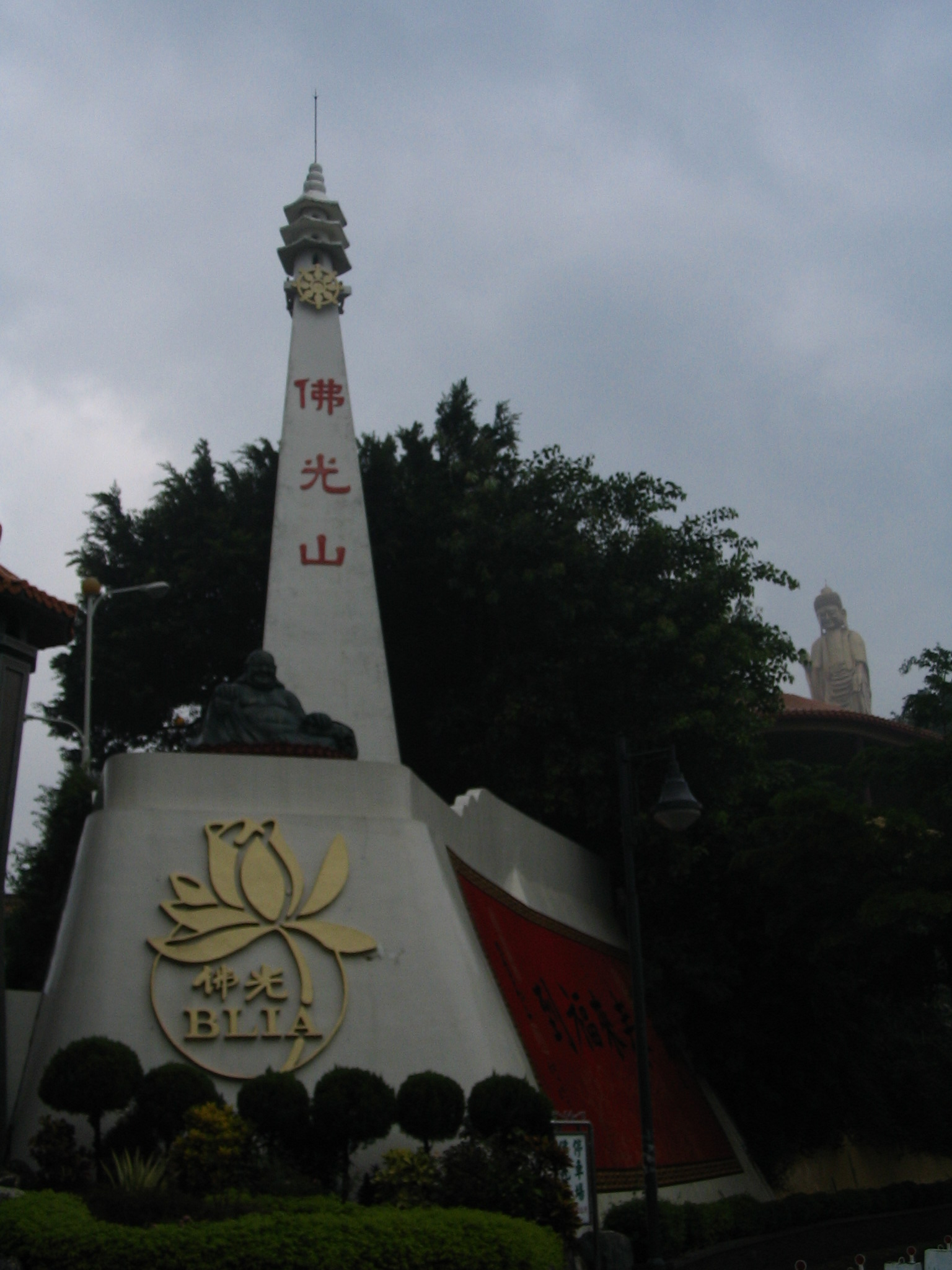
Eingang des Hauptklosters in Taiwan. Rechts ist auch die auf dem Logo des Fo Guang Shans abgebildete 36 Meter hohe Statue des Amitabha Buddha.

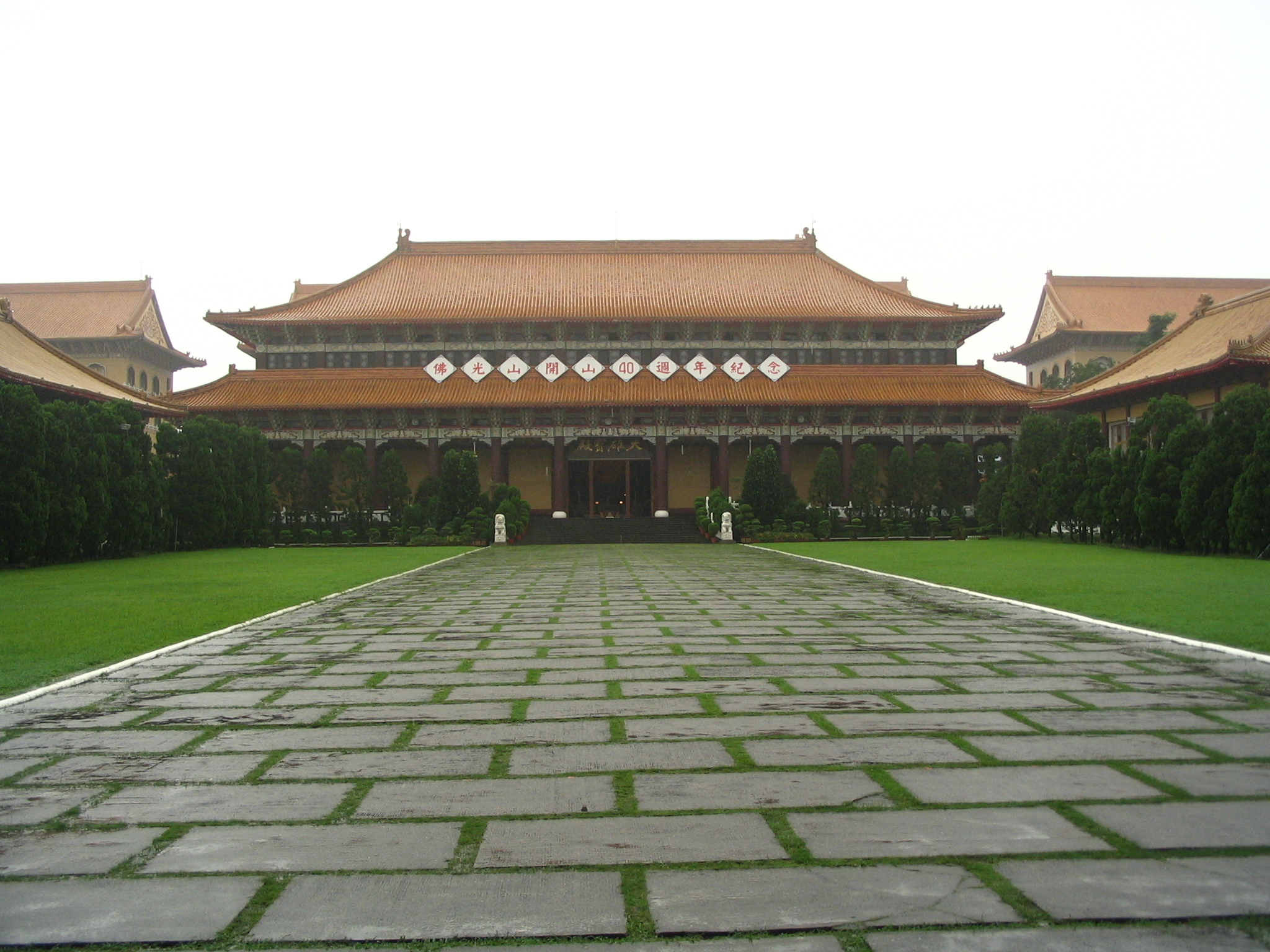
Haupthalle mit einer Ankündigung für die Feier des 40. Klosterjubiläums

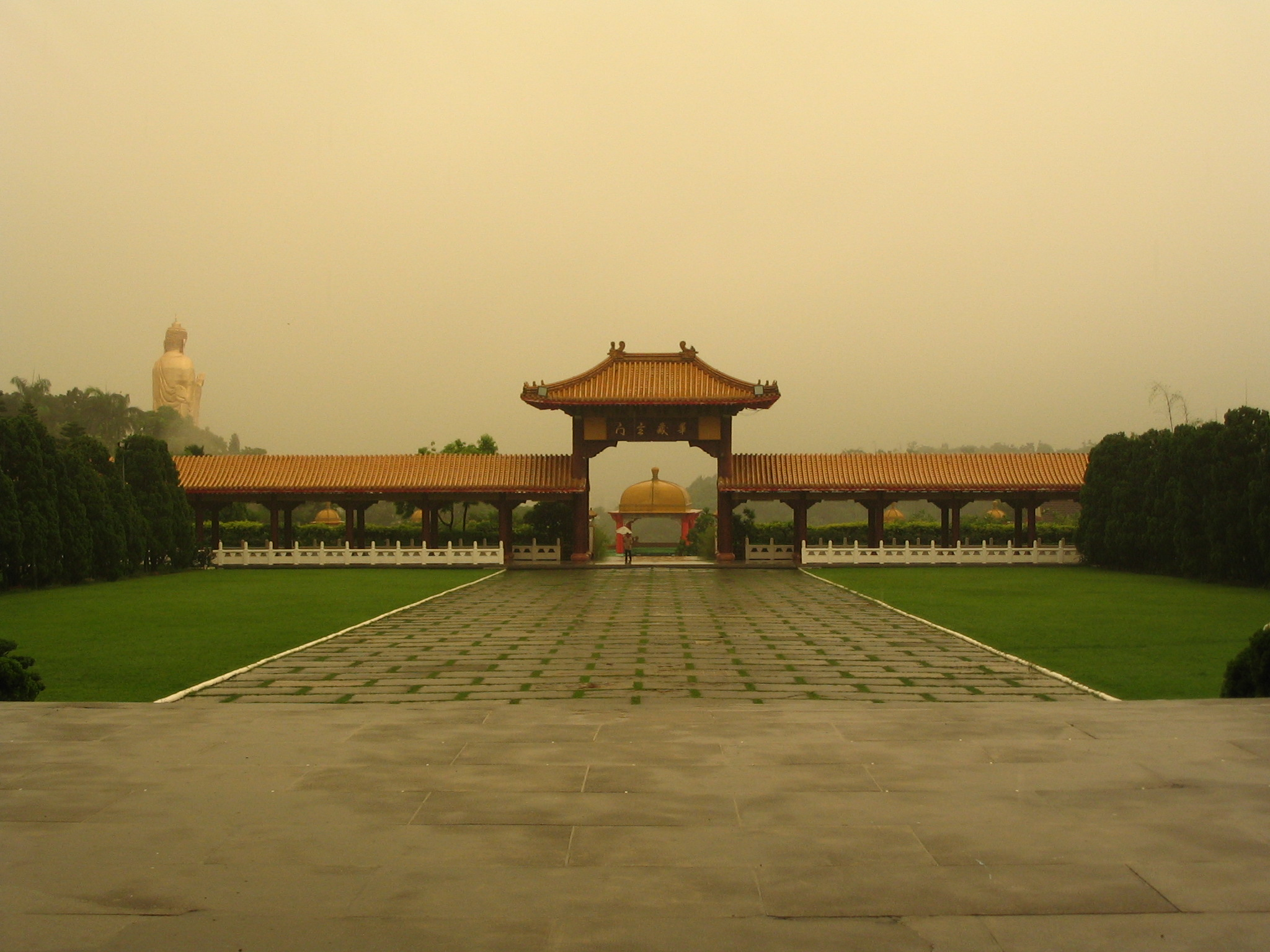
Platz vor der Haupthalle.

Fo Guang Shan (chinesisch 佛光山 – „Berg des Buddha-Glanzes“) ist ein chinesisch-buddhistischer, international bekannter Orden der Mahayana-Tradition. Der Orden gründet und leitet weltweit Tempel und Gruppen unter seinem Namen.
Der Hauptsitz von Fo Guang Shan in Dashu, Kaohsiung, ist das größte buddhistische Kloster in Taiwan. Zusammen mit Tzu Chi ist die Organisation eine der größten Wohlfahrtsorganisationen in Taiwan. Sie wurde 1967 durch Hsing Yun, einen bekannten buddhistischen Mönch und Gelehrten, gegründet. Der Orden entwickelte und fördert den humanistischen Buddhismus, eine moderne buddhistische Philosophie, die in Taiwan sehr populär ist.
Das Ziel des Ordens ist es, dem Buddhismus weltweit zu einer größeren Bekanntheit zu verhelfen, aber auch, ihn in das Leben und in die Herzen der Menschen zu bringen. Der Orden gehört zum Chan-Buddhismus der durch Linji Yixuan begründeten Schule Linji zong.

## Der Hauptsitz in Kaohsiung
1967 kaufte Meister Hsing Yun mehr als 30 Hektar Land in der Gemeinde Dashu, damals Landkreis Kaohsiung, als Gelände für den Bau eines Klosters. Die Einweihungszeremonie wurde am 16. Mai jenes Jahres gehalten.
Das Kloster wird von einer auf dem Gipfel des Fo-Guang-Shan-Berges stehenden 36 Meter hohen Statue des Amitabha-Buddha überragt. Auf dem Klostergelände befinden sich außerdem noch der „Weg der tausend Buddhas“, an der gespendete Buddhastatuen aufgestellt wurden. In der Haupthalle befinden sich drei große Buddha-Statuen: Amitabha, flankiert von Mahasthamaprapta und Avalokitesvara. Bei großen Veranstaltungen zu Feiertagen wird auch der Platz vor der Haupthalle genutzt, um mehreren tausend Menschen Platz bieten zu können.
Das Gelände wurde im Jahr 2011 um das Fo-Guang-Shan-Buddha-Museum erweitert.

## Aktivitäten
Fo Guang Shan ist heute eine weltweit operierende Organisation. In den vergangenen Jahrzehnten sind Tempel und Organisationen auf fünf Kontinenten in 173 Ländern etabliert worden, welche von 1.300 Nonnen und Mönchen betreut werden. Der Orden Fo Guang Shan fördert Ausbildung und soziale Dienste. Er unterstützt die Unterhaltung und Einrichtung öffentlicher Universitäten und buddhistischer Hochschulen, Bibliotheken, Verlage, Übersetzungsbüros, Kunstgalerien, Teehäuser und mobiler Kliniken weltweit.
Der Orden unterhält und betreut ein Haus für Kinder, eine Junior- und Senior High School, eine Universität, ein Altersheim und einen Fernsehsender.

## Liste von Fo Guang Shan Einrichtungen

### Tempel

#### Asien
- Pu Men Temple (Taipeh, Republik China (Taiwan))
- Pu Hsien Temple (Kaohsiung, Republik China (Taiwan))
- Hoeh Beng Temple (Kuala Lumpur, Malaysia)
- Leong Hua Temple (Selangor, Malaysia)
- Ching Ling Tong (Selangor, Malaysia)
- Fo Hsiang Jin Sha Temple (Kowloon, Hongkong)
- Dong Zen Temple (Kuala Langat, Malaysia)
- Cheng Lin Thong (Petaling Jaya, Malaysia)
- Motosu Temple (Ben Ji Tempel) (Motosu, Japan)

#### Nordamerika
- Hsi Lai Temple (North America HQ) (USA, Hacienda Heights)
- Hsi Fang Temple (USA, San Diego)
- American Buddhist Cultural Association (USA, San Francisco)
- Guam Buddhist Association (USA, Guam)
- Lian Hua Temple (USA, Las Vegas)
- San Bao Temple (USA, San Francisco)
- Chung Mei Temple (USA, Houston)
- Light of Buddha Temple (USA, Oakland)
- Greater Boston Buddhist Cultural Center (USA, Cambridge)
- BLIA Toronto (Kanada, Toronto)
- BLIA Vancouver (Kanada, Richmond)
- BLIA New Jersey (USA, Edison)

#### Südamerika
- Zu Lai Temple, (Brasilien, Cotia, São Paulo)

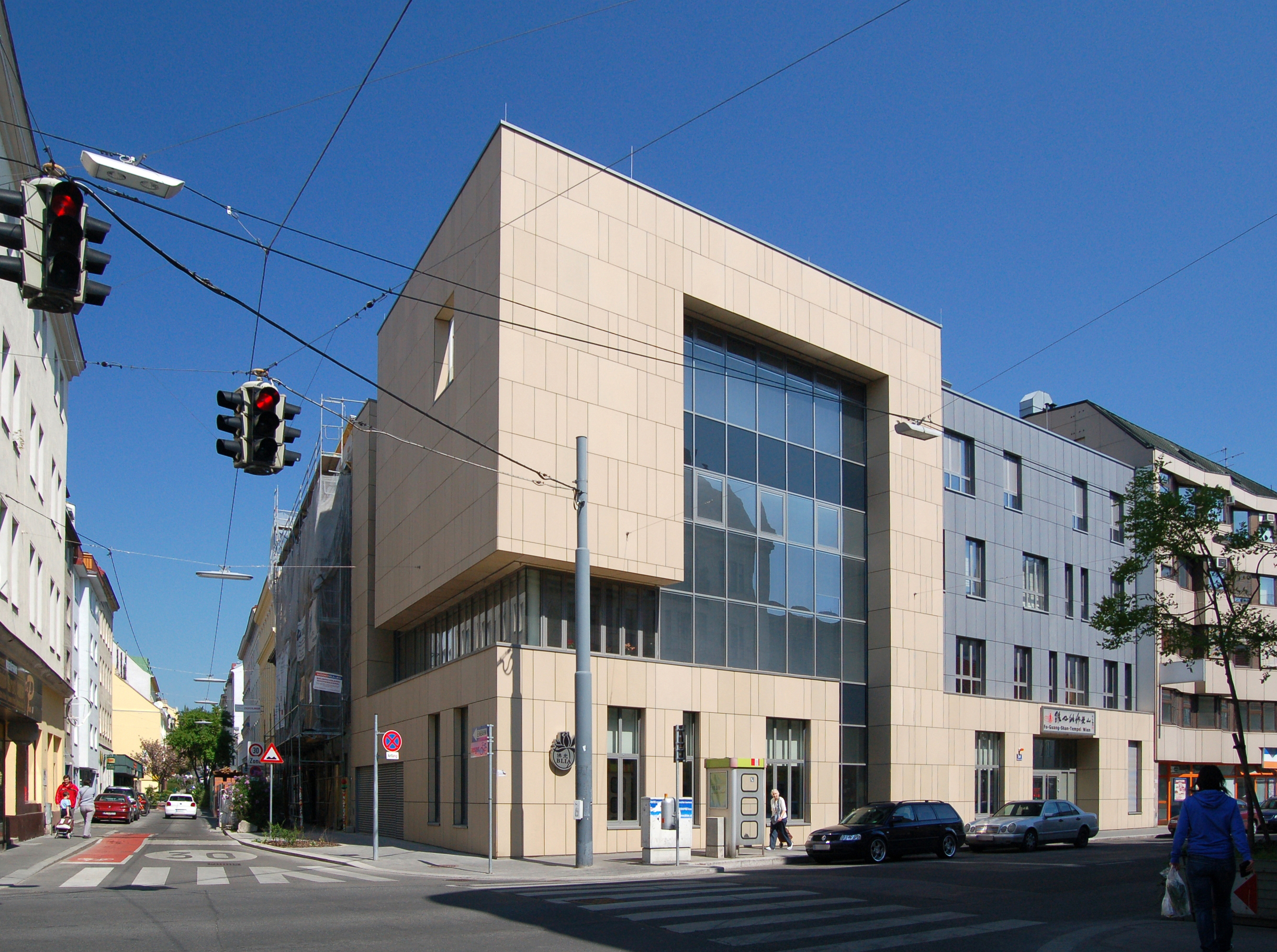
Der Fo Guang Shan Tempel in Wien

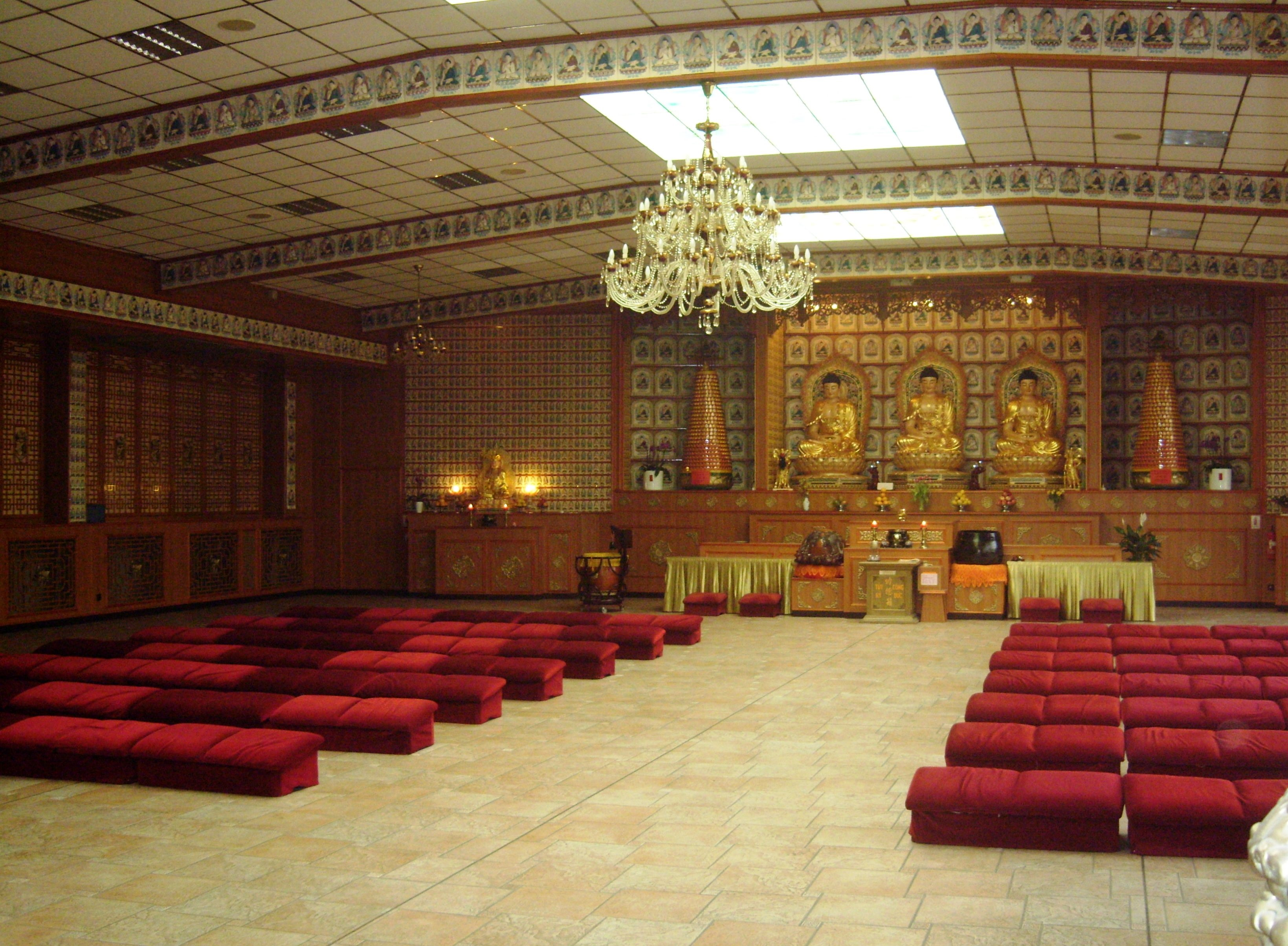
Fo Guang Shan Tempel, Berlin-Wedding

#### Europa
- Paris Vihara (Frankreich, Chateau Launoy, Renault)
- London Fo Guang Shan (London, Großbritannien)
- Manchester Fo Guang Shan (Manchester, Großbritannien)
- Gelfingen Fo Guang Shan (Luzern, Schweiz)
- Genf Fo Guang Shan, Europäische Zentrale (Genf, Schweiz)
- Amsterdam He Hua Temple (Amsterdam, Niederlande)
- Berlin Fo Guang Shan (Berlin, Deutschland)
- Frankfurt Fo-Guang Shan (Frankfurt am Main, Deutschland)
- Wien Fo Guang Shan (Wien, Österreich)
- Stockholm Fo Guang Shan (Schweden)
- Antwerpen Fo Guang Shan (Belgien)

#### Afrika
- Nan Hua Temple, afrikanisches Hauptquartier (Bronkhorstspruit, Südafrika)

#### Australien
- Nan Tien Tempel (Wollongong)
- Chung Tian Tempel (Brisbane)
- Fo Guang Shan, (Perth)

#### Neuseeland
- Fo Guang Shan North Island (Auckland)

### Schulen und Bildungseinrichtungen
- Fo Guang Shan Pu-Men High School
- University of the West (ehemals Hsi Lai University)
- Nan Hua University
- Tsung Lin Buddhist College
- Fo Guang University

### Publikationen und Medien
- Merit Times
- Buddha’s Light Publishing
- Universal Gate Magazine
- Beautiful Life TV (BLTV, nur in Taiwan zu empfangen)